# 랩코어

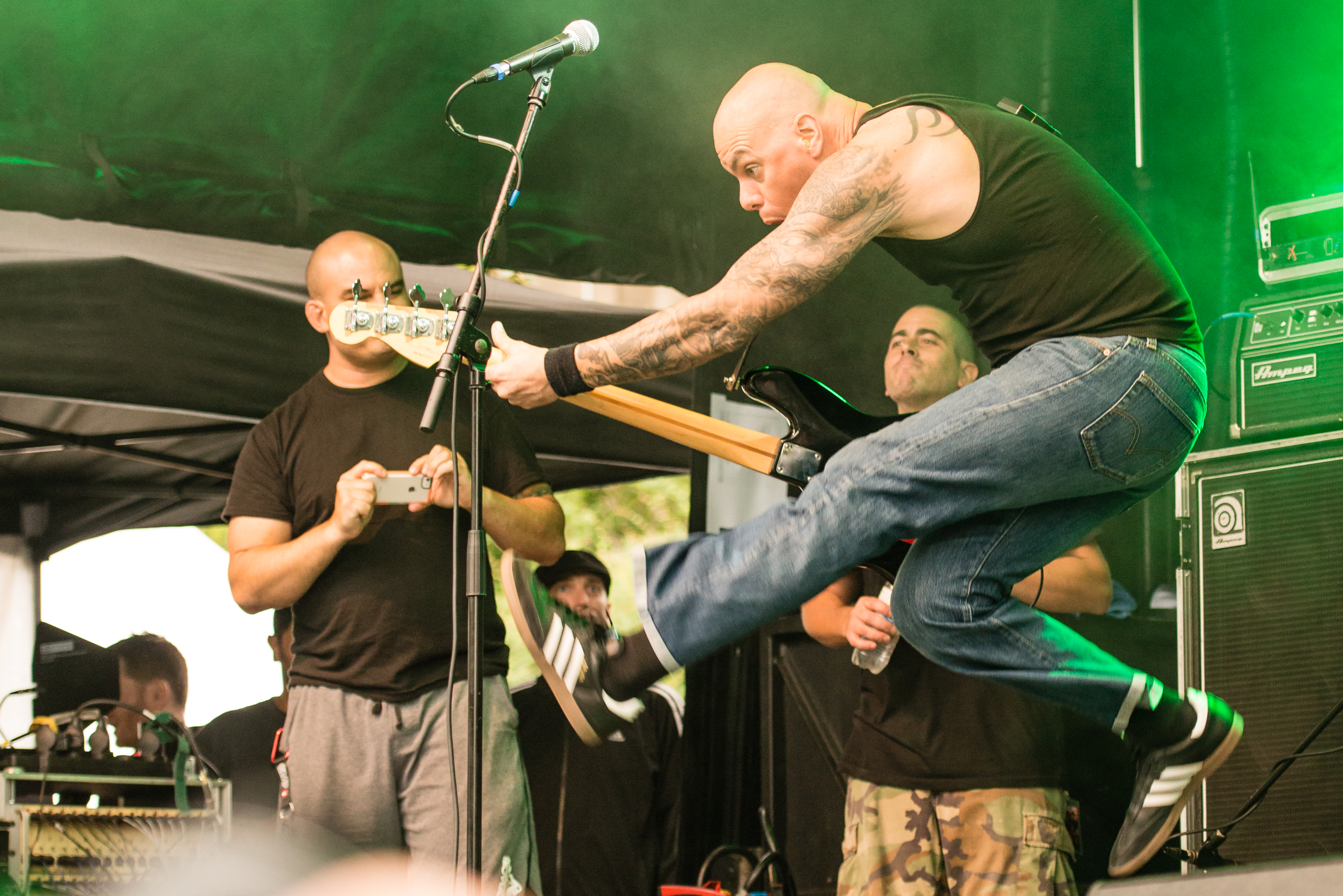

랩코어(rapcore), 펑크 랩(punk rap), 힙 펑크(hip punk)는 힙합, 펑크 록, 하드코어 펑크의 음악 장르이다.